# Вімблдонський турнір 2018
Вімблдонський турнір 2018 проходив з 2 липня по 15 липня 2018 року на кортах Всеанглійського клубу лаун-тенісу і крокету в передмісті Лондона Вімблдоні. Це був 132-й Вімблдонський чемпіонат, а також третій турнір Великого шлему з початку року. Турнір входив до програм ATP та WTA турів.
В індивідуальному розряді серед чоловіків та жінок титули захищали восьмиразовий чемпіон швейцарець Роджер Федерер та іспанка Гарбінє Мугуруса, відповідно.

## Огляд подій та досягнень
У чоловіків минулорічний чемпіон Роджер Федерер зазнав поразки в чвертьфіналі від Кевіна Андерсона з Південної Африки. У фіналі серб Новак Джокович обіграв Андерсона й здобув свою 13-ту перемогу в турнірах Великого шлему й четверту на Вімблдоні. 
У жінок минулорічна чемпіонка Гарбінє Мугуруса програла в другому колі Алісон Ван Ейтванк. Турнір виграла Анджелік Кербер із Німеччини. Для неї це третій титул Великого шлему і перший вімблдонський. 
У парному чоловічому розряді минулорічні чемпіони Лукаш Кубот та Марсело Мело вибули в другому колі. Перемогла американська пара Майк Браян/Джек Сок. Для Браяна це рекордний у відкриту еру 17-ий титул Великого шлему в парній грі й третій вімблдонський, для Сока — другий виграний Вімблдон і другий титул переможця мейджора. 
Пара чемпіонок минулого року Катерина Макарова/Олена Весніна не захищала титул, оскільки Весніна не брала участі в турнірі. Макарова грала разом із Вірою Звонарьовою, але вони не змогли пройти далі першого кола. Чемпіонат виграла чеська пара Катержина Сінякова/Барбора Крейчикова. Для них це другий виграний турнір Великого шлему і перший Вімбдон (серед дорослих — вони вже вигравали турнір дівчат).
Минулорічна чемпіонка у змішаному парному розряді Мартіна Хінгіс завершила кар'єру й не захищала титул. Її партнер Джеймі Маррей грав із Вікторією Азаренко. Британсько-білоруська пара програла в фіналі американсько-австрійському дуету Ніколь Меліхар / Александер Пея. Для обох переможців це перший титул Великого шлему.

## Результати фінальних матчів

### Дорослі
| Одиночний розряд. Джентльмени (Детальніше) |                                 |                              |
| Новак Джокович                             | Кевін Андерсон                  | 6–2, 6–2, 7–6(7–3)           |
|                                            |                                 |                              |
| Одиночний розряд. Леді (Детальніше)        |                                 |                              |
| Анджелік Кербер                            | Серена Вільямс                  | 6-3, 6-3                     |
|                                            |                                 |                              |
| Парний розряд. Джентльмени (Детальніше)    |                                 |                              |
| Майк Браян Джек Сок                        | Равен Класен Майкл Вінус        | 6–3, 6–7(7–9), 6–3, 5–7, 7–5 |
|                                            |                                 |                              |
| Парний розряд. Леді (Детальніше)           |                                 |                              |
| Барбора Крейчикова Катеріна Сінякова       | Ніколь Меліхар Квета Пешке      | 6-4, 4-6, 6-0                |
|                                            |                                 |                              |
| Мікст (Детальніше)                         |                                 |                              |
| Александер Пея Ніколь Меліхар              | Джеймі Маррей Вікторія Азаренко | 7–6(7–1), 6–3                |
|                                            |                                 |                              |

### Юніори
| Одиночний розряд. Хлопці  |                              |                    |
| Цен Цзюньсінь             | Джек Дрейпер                 | 6–1, 6–7(2–7), 6–4 |
|                           |                              |                    |
| Одиночний розряд. Дівчата |                              |                    |
| Іга Швйонтек              | Леоні Кюнг                   | 6-4, 6-2           |
|                           |                              |                    |
| Парний розряд. Хлопці     |                              |                    |
| Янкі Ерел Отто Віртанен   | Ніколас Мехія Ондржей Штилер | 7–6(7–5), 6–4      |
|                           |                              |                    |
| Парний розряд. Дівчата    |                              |                    |
| Ван Сіньюй Ван Сіюй       | Кеті Макнеллі Вітні Осуїгве  | 6-1, 6-2           |
|                           |                              |                    |